# Campeonato Potiguar 1997
In 1997 werd het 78ste Campeonato Potiguar gespeeld voor voetbalclubs uit de Braziliaanse staat Rio Grande do Norte. De competitie werd gespeeld van 16 februari tot 1 juli en werd georganiseerd door de Federação Norte-rio-grandense de Futebol. Er werden twee toernooien gespeeld, omdat ABC beide won was er geen finale om de titel meer nodig.

## Eerste toernooi

### Eerste fase
| Plaats | Club                | Wed. | W | G | V | Saldo | Ptn. |
| ------ | ------------------- | ---- | - | - | - | ----- | ---- |
| 1.     | ABC                 | 8    | 7 | 1 | 0 | 28:4  | 22   |
| 2.     | Potiguar de Mossoró | 8    | 7 | 1 | 0 | 19:7  | 22   |
| 3.     | América de Natal    | 8    | 6 | 0 | 2 | 15:10 | 18   |
| 4.     | Parnamirim          | 8    | 3 | 1 | 4 | 12:16 | 10   |
| 5.     | Baraúnas            | 8    | 2 | 2 | 4 | 8:10  | 8    |
| 6.     | Pauferrense         | 8    | 2 | 2 | 4 | 9:14  | 8    |
| 7.     | Alecrim             | 8    | 2 | 2 | 4 | 13:21 | 8    |
| 8.     | Fluminense          | 8    | 2 | 1 | 5 | 15:17 | 7    |
| 9.     | Força e Luz         | 8    | 0 | 0 | 8 | 4:24  | 0    |

|  | Geplaatst voor tweede fase, krijgt daar één bonuspunt |
|  | Geplaatst voor tweede fase                            |

### Tweede fase
| Plaats | Club                | Wed. | W | G | V | Saldo | Ptn. |
| ------ | ------------------- | ---- | - | - | - | ----- | ---- |
| 1.     | ABC                 | 6    | 5 | 0 | 1 | 16:8  | 16   |
| 2.     | Potiguar de Mossoró | 6    | 3 | 2 | 1 | 13:7  | 11   |
| 3.     | América de Natal    | 6    | 1 | 2 | 3 | 6:9   | 5    |
| 4.     | Parnamirim          | 6    | 0 | 2 | 4 | 5:16  | 2    |

|  | Winnaar, geplaatst voor finale |

## Tweede toernooi

### Eerste fase
| Plaats | Club                | Wed. | W | G | V | Saldo | Ptn. |
| ------ | ------------------- | ---- | - | - | - | ----- | ---- |
| 1.     | ABC                 | 8    | 6 | 1 | 1 | 22:5  | 19   |
| 2.     | América de Natal    | 8    | 4 | 4 | 0 | 19:7  | 16   |
| 3.     | Potiguar de Mossoró | 8    | 4 | 2 | 2 | 16:16 | 14   |
| 4.     | Alecrim             | 8    | 4 | 2 | 2 | 14:14 | 14   |
| 5.     | Baraúnas            | 8    | 3 | 3 | 2 | 14:9  | 12   |
| 6.     | Pauferrense         | 8    | 1 | 4 | 3 | 7:9   | 7    |
| 7.     | Parnamirim          | 8    | 1 | 3 | 4 | 7:15  | 6    |
| 8.     | Força e Luz         | 8    | 1 | 2 | 5 | 7:13  | 5    |
| 9.     | Fluminense          | 8    | 0 | 3 | 5 | 11:29 | 3    |

|  | Geplaatst voor tweede fase, krijgt daar één bonuspunt |
|  | Geplaatst voor tweede fase                            |

### Tweede fase
| Plaats | Club                | Wed. | W | G | V | Saldo | Ptn. |
| ------ | ------------------- | ---- | - | - | - | ----- | ---- |
| 1.     | ABC                 | 6    | 4 | 1 | 1 | 10:4  | 14   |
| 2.     | América de Natal    | 6    | 3 | 2 | 1 | 11:3  | 11   |
| 3.     | Potiguar de Mossoró | 6    | 2 | 1 | 3 | 5:11  | 7    |
| 4.     | Alecrim             | 6    | 0 | 2 | 4 | 2:10  | 2    |

|  | Winnaar, geplaatst voor finale |

## Kampioen
| Campeonato Potiguar de 1997 |
| Rio Grande do Norte         |
| --------------------------- |
| ABC Kampioen (44° titel)    |